# 1844
Cette page concerne l'année 1844 (MDCCCXLIV en chiffres romains) du calendrier grégorien.
L'année 1844 est une année bissextile qui commence un lundi.

## Événements
Changement de drapeau de L'empire ottoman

### Afrique
- 7 janvier : l’explorateur et missionnaire allemand Johann Ludwig Krapf arrive à Zanzibar[1]. Il atteint le Kenya et en établit la première carte, comportant le lac Kyoga. En 1849, il est le premier européen à voir le mont Kenya.
- 6 mars : accord (Bond) entre les Britanniques et les peuples côtiers de la Gold Coast[2]. Les chefs fanti reconnaissent les apports positifs de l’administration britannique en matière de droit, s’engagent à renoncer aux « sacrifices humains et autre coutumes barbares » et à veiller à ce que « les coutumes du pays se moulent sur les principes généraux de la Loi Britannique ».
- 17 mars : Rapport sur le pays de Galam, de Boundou et le Bambouk adressé par Raffenel au gouverneur du Sénégal à l'issue de son expédition organisée par Bouet-Willaumez[3].
- 14 septembre : décret de la reine de Portugal pour la création à Luanda d’un tribunal lusitano-britannique destiné à juger les affaires d’esclavages[4].
- 17 novembre : traité d’amitié et de commerce conclu à Zanzibar entre la France et les États de Mascate[5].

- L’asantehene Kwaku Dua I interdit l’accès de Kumasi aux musulmans étrangers (1844-1896)[6].

#### Afrique du Nord
- 1er février : création des bureaux arabes placés sous l'autorité de la direction des Affaires arabes dans les provinces d’Alger, Oran et Constantine[7].
- 4 mars : prise de Biskra par le duc d'Aumale[8].
- 24 et 25 mars : le duc d'Aumale reçoit la soumission des Ngaous et des Ouled-Soltan[8].
- 1er mai : soumission du Belezma[8].
- 3 - 17 mai : première expédition de Bugeaud en Grande Kabylie[8].
- 13 mai : combat de Taourga[8].
- 17 mai : combat de Ouarezzedine. Le duc d'Aumale occupe Dellys[8] et reçoit la soumission des Amraoua et des Flissas, tribus kabyles vivant entre l’Issers et le Sebaou[8],[9].
- 18 mai : les troupes françaises réoccupent Biskra après le massacre de sa garnison par les partisans d’Abd el-Kader le 12 mai[10].
- 25 mai : le général Marey avance jusqu’à Laghouat[8].
- 30 mai : des troupes marocaines attaquent les troupes françaises basées dans l’Oranais et sont repoussées par le général Lamoricière[8].
  - Abd el-Kader, réfugié au Maroc devant l’avance des troupes françaises, convainc le sultan Mulay Abd ar-Rahman, d’envoyer une armée à la frontière algéro-marocaine. Les incidents de frontières qui se multiplient entre le Maroc et l’Algérie obligent les militaires français à construire un fort à Lalla-Marnia au début de l’année. Le sultan du Maroc proteste contre ce qu’il considère comme une violation de territoire et appelle à la guerre sainte les tribus marocaines. Bugeaud, pour ne pas mécontenter la Grande-Bretagne, entre en pourparlers avec le caïd d’Oujda mais les négociations sont interrompues par une attaque de la cavalerie marocaine le 15 juin[9].
- 11 juin : enfumades des Sbéhas, asphyxiés dans les grottes où ils se sont réfugiés sur ordre du général Cavaignac[11].
- 15 juin : combat de l’Oued Mouilah, près de Lalla-Marnia. Nouvelle attaque marocaine après l’échec de négociations entre le caïd El-Ghennaoui et le général Bedeau[12].
- 19 juin : Bugeaud occupe Oujda, au Maroc, puis se retire pour inciter le gouvernement chérifien à négocier, mais en vain[9].
- 3 juillet : troisième attaque marocaine[13].

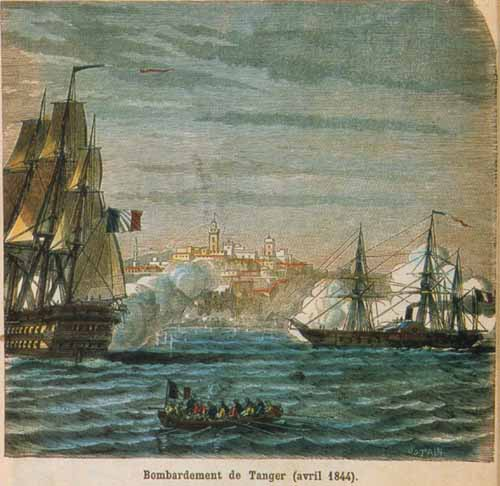
6 août : bombardement de Tanger.

- 6 août, expédition du Maroc : les négociations menées par le prince de Joinville ayant échoué, Tanger est bombardée par l’escadre française[9].
- 14 août : bataille d'Isly[9]. Victoire des 11 000 hommes de Bugeaud sur 60 000 marocains sur les bords de l'oued Isly. À la fin de la matinée l’armée marocaine se débande, laissant 800 hommes sur le terrain (27 tués et 96 blessés du côté français). La victoire française d’Isly inquiète les Britanniques, qui se présentent comme les défenseurs de l’indépendance marocaine. Le nouveau consul auprès du Sultan, John Drummond-Hay (en), va œuvrer au rapprochement anglo-marocain.

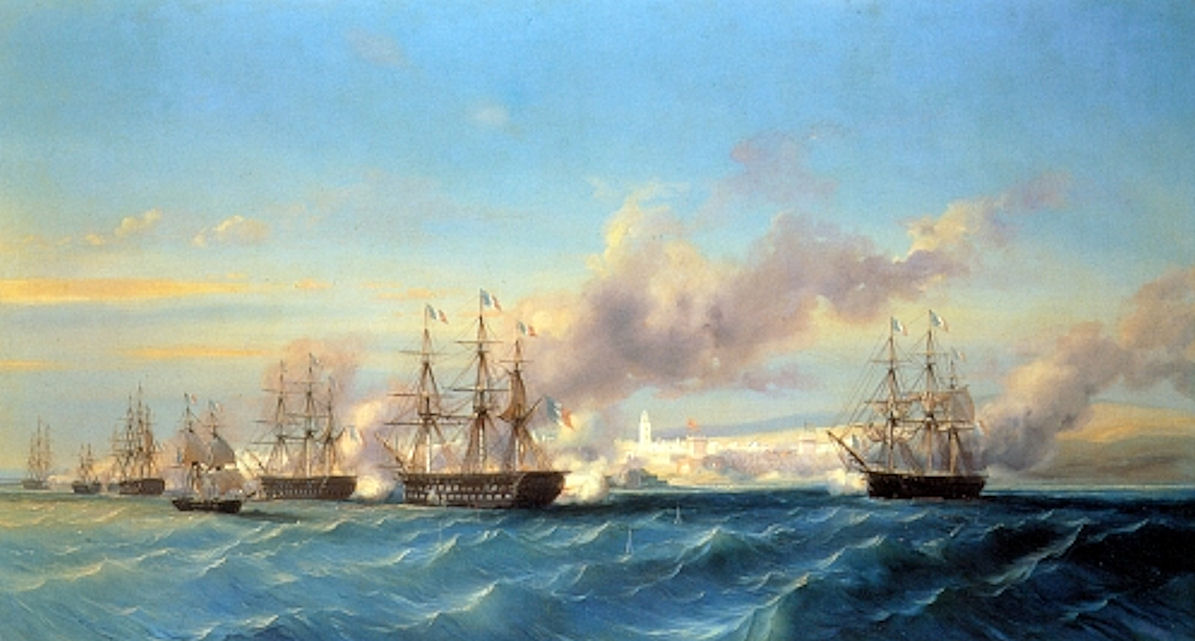
15 août : bombardement de Mogador.

- 15 - 16 août : Joinville bombarde Mogador et le sultan demande la paix[8].
- 10 septembre : Joinville signe pour la France la convention de Tanger (licenciement des troupes marocaines de la frontière ; internement, en cas de capture, d’Abd el-Kader dans une ville marocaine de l’Atlantique ; en contrepartie, les troupes françaises évacuent Mogador et Oujda). La Convention de Lalla-Marnia, le 18 mars 1845, complète celle de Tanger en délimitant la frontière algéro-marocaine[9]. Le sultan du Maroc, malgré l’opposition d’une partie de la population, essaie de conserver de bonnes relations avec la France.
- 4 octobre : ordonnance réglant le droit de propriété en Algérie et autorisant les expropriations des indigènes[14]
- 17 - 28 octobre : opérations du général Comman contre les Flisset-el-Bahr et les Beni-Djenad[8].

### Amérique
- 2 février : gouvernement libéral au Brésil[15].
- 27 février : la partie orientale de l'île d'Hispaniola se déclare indépendante d'Haïti pour former la République dominicaine[16].
- 14 mars : Carlos Antonio López devient président de la république du Paraguay[17].
- 12 avril : le président des États-Unis John Tyler signe un traité relatif à l’annexion du Texas, qui est repoussé par le Sénat le 8 juin[18].
- 15 avril : victoire navale dominicaine sur Haïti à la bataille de Tortuguero[19].

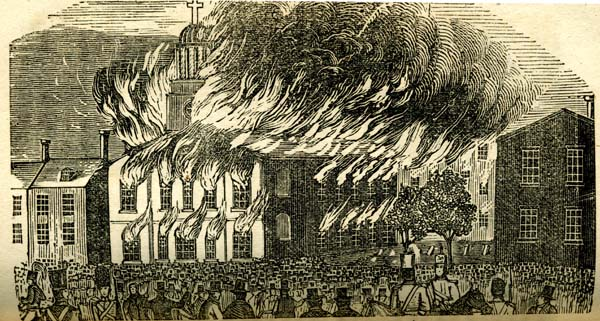
7 juillet : émeutes de Philadelphie.

- 22 juillet , Pérou : l’armée du président Manuel Ignacio de Vivanco est battue par les forces de Ramón Castilla à la bataille de Carmen Alto (es). Après un court intérim de Justo Figuerola (10 août), Manuel Menéndez est restauré dans ses fonctions le 7 octobre, avec pour mission d’assurer le transfert constitutionnel du pouvoir. Le Congrès élu se réunit le 17 avril 1845[20].
- 14 septembre : le Brésil reconnaît l’indépendance du Paraguay[21].
- 1er novembre : élection présidentielle américaine. James Knox Polk, partisan de l’expansion territoriale, est élu président des États-Unis par 170 voix contre 105 à son adversaire républicain, Henry Clay[22].

### Asie et Pacifique

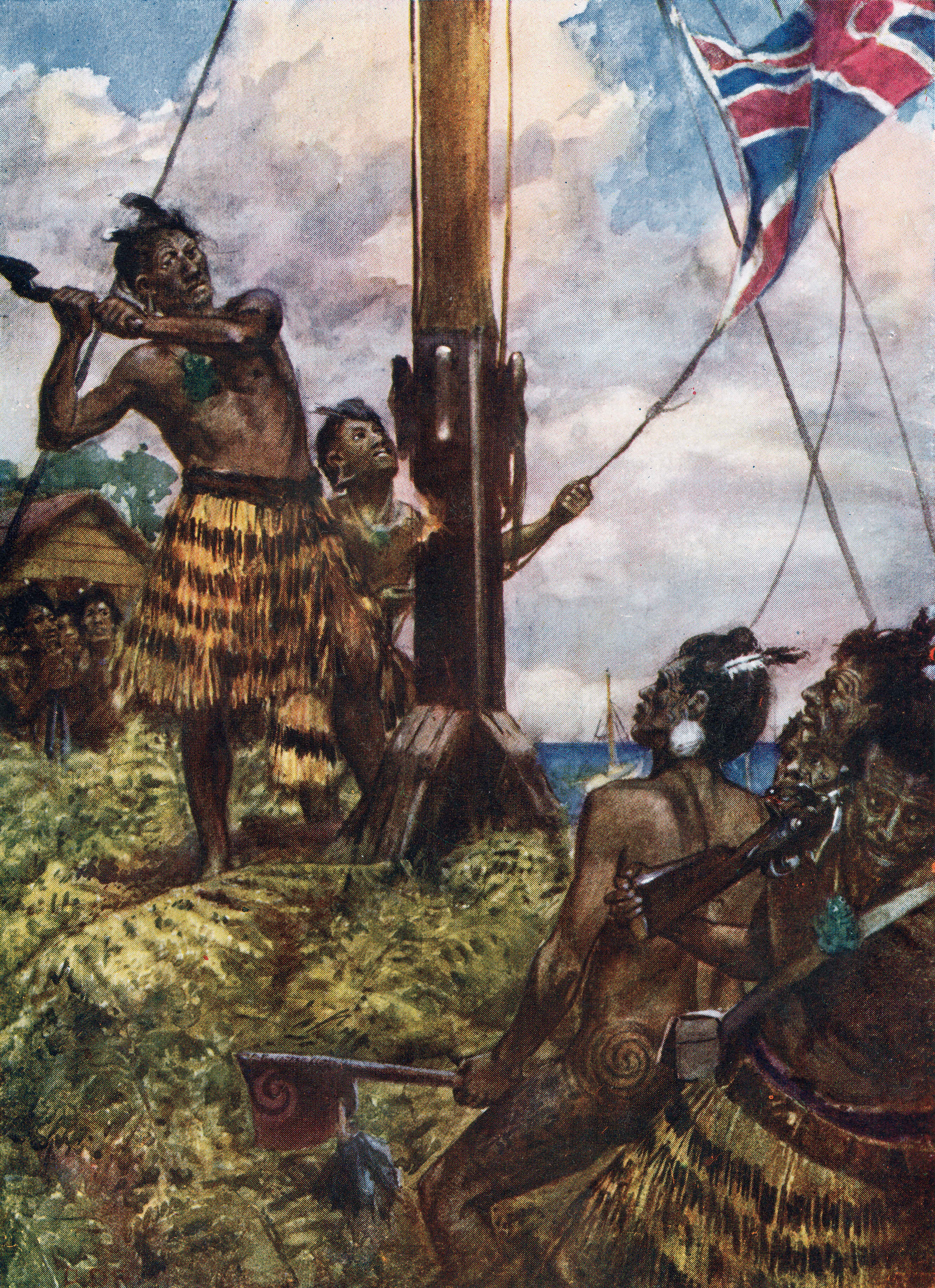
8 juillet : Flagstaff War.

- Nuit du 2 au 3 mars : un matelot français se fait prendre la baïonnette de son fusil par un Tahitien. Le missionnaire protestant britannique George Pritchard est arrêté par les autorités françaises, puis expulsé le 13 mars[23]. Début de l'affaire Pritchard.
- 21 mars : une insurrection éclate au fort de Taravao. Début de la guerre franco-tahitienne (fin en 1846)[24].
- 28 avril, Japon : intervention de navires français commandés par Fornier-Duplan dans les Ryūkyū sous le prétexte de porter secours à des naufragés. Le missionnaire Théodore-Augustin Forcade débarque à Naha pour apprendre la langue (fin en 1846)[25].
- 23 mai : annonce du Báb à Chiraz (Perse) de sa mission messianique[26]. Premier jour du calendrier Badi`, le calendrier du bahaïsme.
- 3 juillet : traité de commerce de Wanghia entre les États-Unis (Caleb Cushing) et la Chine (Qiying)[27].
- 8 juillet : le chef māori Hone Heke abat le mat de l'Union Jack[28]. Début d'un soulèvement infructueux des Māori contre le Royaume-Uni en Nouvelle-Zélande (Flagstaff War, fin en 1848).
- 15 août, Japon : arrivée à Nagasaki du navire de guerre néerlandais Palembang commandé par le capitaine Koop, porteur d’une lettre du roi des Pays-Bas pour demander au shogun d’ouvrir l’archipel au commerce[29]. Après le refus définitif du shogun (14 septembre 1845[30]), la pression s’accroît sur les côtes japonaises et coréennes. Des navires occidentaux de commerce et de guerre croisent au large, entretenant l’inquiétude.
- 24 octobre : traité de commerce de Huangpu entre la France et la Chine (Théodore de Lagrené) : extraterritorialité pour les étrangers et interdiction aux fonctionnaires chinois d’intervenir dans leur commerce[31].

- Chine : à la fin de l’année, Feng Yunshan, disciple de Hong Xiuquan fonde la « Société des Adorateurs de Dieu » (Bai Shangdi Hui, 拜上帝會), à l’origine de la révolte des Taiping[32] ; exploitant l’hostilité de beaucoup de Chinois du Sud envers la dynastie mandchoue et les défaites militaires, un visionnaire du nom de Hong Xiuquan rallie les mécontents. Fort de ses contacts avec les missionnaires, il prêche une religion nouvelle, mélange de confucianisme et d’emprunts à la Bible.

### Europe
- 8 mars : début du règne d'Oscar Ier de Suède et de Norvège (fin en 1859). Le couronnement a lieu le 28 septembre[33]. La Suède connaît alors une période de calme tant sur le plan extérieur (la Diète a été ouverte à la bourgeoisie des villes et des campagnes) qu’en politique étrangère. Avec Oscar Ier, le pays entre dans une période de libéralisme marquée par une liberté de la presse accrue, une réforme du code pénal et l’arrivée d’un nouveau personnel politique.
- 16 mars : la Grèce adopte une Constitution créant un Parlement bicaméral et une monarchie constitutionnelle[34]. Les élections législatives se préparent dans un climat de guerre civile, qui n’est évitée que par la révocation du cabinet Mavrocordato et la nomination par le roi Othon Ier de Grèce d’un gouvernement dirigé par le francophile Kolettis (17 août)[35].
- 28 mars : création de la Garde civile en Espagne[36].
- 3 mai : gouvernement Ramón María Narváez y Campos en Espagne[37].
- 1er juin : arrivée de Nicolas Ier de Russie à Londres pour 8 jours[38].
- 6 juin :
  - intervention des troupes prussiennes en Silésie, pour réprimer une insurrection de tisserands. Le caractère sanglant de la répression et la misère des ouvriers frappent les intellectuels et les artistes Allemands.
  - fondation par le pasteur britannique George Williams de la Young Men's Christian Association à Londres (YMCA).
- 7 juin, Royaume-Uni : loi de fabrique (Factory Act) pour améliorer la condition ouvrière (mise en application le 10 septembre).
- 20 juin : le roi Oscar Ier de Suède reconnaît le drapeau national norvégien[39]. Il renonce au titre de vice-roi de Norvège et s’engage à respecter les décisions du Storting.
- 5 juillet : loi sur les brevets d’invention en France[40].
- 19 juillet, Royaume-Uni : le Bank Charter Act reçoit la sanction royale[41]. La Banque d'Angleterre reçoit le monopole de l’émission de billets. Le Currency Principle Act l’oblige à conserver une encaisse-or correspondant au tiers de la masse de billets en circulation. Par sa stabilité, la livre sterling suscite la confiance et devient une monnaie internationale, tandis que Londres s’impose comme le premier marché de l’or et la première place financière mondiale.
- 15 août : fondation de la Société des équitables pionniers de Rochdale, à l’origine du mouvement coopératif[42].
- 28 août : rencontre entre Karl Marx et Friedrich Engels à Paris[43].
- 8 - 14 octobre : voyage officiel de Louis-Philippe Ier en Grande-Bretagne[38].
- 15 octobre : réunion des Cortès en Espagne[44].
- Octobre, Russie : échec d’une tentative d’insurrection paysanne dans la partie russe de la Galicie. Son instigateur, le prêtre catholique Piotr Ściegienny (pl), est arrêté, condamné à mort, avant d’être gracié et déporté[45].
- 25 novembre : mariage à Naples du duc d'Aumale avec Marie-Caroline de Bourbon-Siciles[46].
- 1er décembre : fondation à Londres de la Free Church of England (en), chargée de défendre l’Église anglicane contre les attaques du Parlement[47].
- 10 décembre, Pays-Bas : une proposition de révision de la constitution avancée par Thorbecke et huit députés libéraux est rejetée (30 mai 1847)[48]. Guillaume II des Pays-Bas préfère s’appuyer sur les modérés et fait appel à Floris van Hall pour redresser les finances de l’État[49].
- 19 décembre, Russie : dissolution des « Kahals », organismes de gestion communautaire chargés jusqu’alors de collecter les taxes sur la viande kasher et sur les bougies utilisées par les Juifs dans un but religieux, les taxes spéciales sur les juifs aisés destinées à financer les œuvres charitables. Les communautés juives passent sous le contrôle direct des gouvernements locaux[50].

## Naissances en 1844
- 4 janvier : Henri Pille, peintre et illustrateur français († 4 mars 1897).
- 7 janvier :
  - Armand Charnay, peintre français († 6 décembre 1915).
  - Bernadette Soubirous, jeune française, visionnaire (1858) puis religieuse (1866) († 16 avril 1879).
- 11 janvier : Amédée Bollée, fondeur de cloches, et inventeur français, spécialisé dans le domaine de l’automobile († 20 janvier 1917).
- 12 janvier : Radovan Miletić, colonel et géographe de l'armée serbe († 1919).
- 13 janvier : Joaquín Rucoba, architecte espagnol († 18 avril 1919).
- 16 janvier : Ismail Qemali, homme politique albanais († 24 janvier 1919).
- 27 janvier :
  - Giacomo Di Chirico, peintre italien († 26 décembre 1883).
  - Numa Droz, homme politique suisse († 13 décembre 1899).
- 28 janvier : Gyula Benczúr, peintre hongrois († 16 juillet 1920).

- 4 février : Cándido Candi, compositeur de musique religieuse et organiste espagnol († 15 août 1911).
- 5 février : Agustín Ross, juriste et diplomate chilien († 20 octobre 1926).
- 10 février : Vassili Maksimov, peintre de genre russe († 14 décembre 1911).
- 18 février :
  - Willem Maris, peintre néerlandais († 10 octobre 1910).
  - Victorine Meurent, peintre française († 17 mars 1927).
- 21 février : Charles-Marie Widor, organiste, professeur et compositeur français († 12 mars 1937).
- 29 février : Henry Somm, peintre, aquarelliste, dessinateur, graveur et caricaturiste français († 14 mars 1907).

- 6 mars : Paul Milliet, peintre décorateur, archéologue et écrivain français († 8 janvier 1918).
- 8 mars : Georg Wilhelm Rauchenecker, violoniste, compositeur et chef d’orchestre allemand († 17 juillet 1906).
- 9 mars : Eugène Damas, peintre français († 4 août 1899).
- 10 mars : Pablo de Sarasate, violoniste et compositeur espagnol († 20 septembre 1908).
- 14 mars : Humbert de Savoie, roi d'Italie († 29 juillet 1900).
- 23 mars : Eugène Gigout, compositeur et organiste français († 9 décembre 1925).
- 24 mars :
  - Padre Cícero, prêtre catholique dissident brésilien († 20 juillet 1934).
  - Adolf Engler, botaniste allemand († 10 octobre 1930).
- 25 mars : Georges Diéterle, architecte et peintre français († 30 juillet 1937).
- 28 mars : Philippe de Saxe-Cobourg-Kohary, prince de la maison de Saxe-Cobourg, membre de la Chambre des Seigneurs de Hongrie, écrivain et numismate († 3 juillet 1921).
- 30 mars : Paul Verlaine, poète français († 8 janvier 1896).

- 6 avril : Marie Ferdinand Jacomin, peintre paysagiste français († 3 août 1902).
- 16 avril : Anatole France, homme de lettres français († 12 octobre 1924).
- 25 avril : Jules Alex Patrouillard Degrave, peintre français († 12 mai 1932).
- 27 avril : Albert von Keller, peintre munichois d'origine suisse († 14 juillet 1920).

- 8 mai : Hermann Graedener, compositeur, pédagogue et chef d’orchestre germano-autrichien († 15 septembre 1929).
- 13 mai : 
  - Joseph Beaurredon, religieux catholique, enseignant et écrivain français († 11 septembre 1929).
  - Henri Moser, diplomate, orientaliste, explorateur, collectionneur d'art et écrivain suisse († 15 juillet 1923).
- 16 mai : John Hare, acteur anglais  († 28 décembre 1921).
- 20 mai : Nikolaï Mourachko, professeur d'art et peintre réaliste russe († 22 septembre 1909).
- 21 mai : Henri (le Douanier) Rousseau, peintre français († 2 septembre 1921).
- 30 mai : Félix Arnaudin, poète et photographe français († 6 décembre 1921).
- 31 mai : Georges Spetz, industriel, écrivain compositeur, peintre et collectionneur d'œuvres d'art français († 11 novembre 1914).

- 1er juin : Vassili Polenov, peintre russe († 18 juillet 1927).
- 2 juin : Félix Martin, sculpteur et peintre français († 4 janvier 1917).
- 3 juin : Émile Paladilhe, compositeur français († 6 janvier 1926).
- 6 juin : Constantine Savitski, peintre et professeur des beaux-arts russe († 13 février 1905).
- 9 juin : Bernard Saint-Jours, douanier, historien et géographe français.
- 11 juin : Ludovico Seitz, peintre italien d'origine allemande († 1908).
- 13 juin : Édouard Frederic Wilhelm Richter, peintre orientaliste français († 4 mars 1913).
- 24 juin : Henri Zuber, peintre paysagiste français († 7 avril 1909).
- 26 juin : Jules-Charles Aviat, peintre français († 23 janvier 1931).

- 5 juillet : Edmond Marie Petitjean, peintre français († 7 août 1925).
- 11 juillet :
  - Henri Allouard, peintre et sculpteur français († 11 août 1929).
  - Charles Meissonier, peintre français († 5 février 1917).
- 23 juillet : Hermann David Salomon Corrodi, peintre italien († 30 janvier 1905).
- 25 juillet :
  - Thomas Eakins, peintre, sculpteur et photographe américain († 25 juin 1916).
  - Gustave Garaud, peintre français († 23 juin 1914).
- 31 juillet : Léon Lhermitte, peintre et graveur naturaliste français († 28 juillet 1925).

- 5 août : Ilia Répine, peintre russe († 29 septembre 1930).
- 7 août : Félix Régamey, peintre, dessinateur et caricaturiste français († 7 mai 1907).
- 8 août : Luigi Cavenaghi, peintre et restaurateur d'œuvres d'art italien († 7 décembre 1918).
- 9 août : Pierre-Adrien-Pascal Lehoux, peintre d'histoire français († juin 1896).
- 13 août : Otto Lüders, archéologue et diplomate allemand († 27 novembre 1912).
- 17 août : Ménélik II, Empereur d'Éthiopie († 12 décembre 1913).
- 22 août : Gaston Save, peintre, graveur, illustrateur, historien et archéologue français († 20 juillet 1901).
- 24 août : Émile Oustalet, zoologiste français († 23 octobre 1905).
- 26 août : José Villegas Cordero, peintre espagnol et directeur du Musée du Prado († 9 novembre 1921).
- 30 août : Louis Varney, compositeur français († 20 août 1908).

- 9 septembre : Louis Nathaniel Rossel, Ministre délégué à la Guerre de la Commune de Paris († 28 novembre 1871).
- 12 septembre : Alfred Guillou, peintre français († 22 mars 1926).
- 19 septembre : Marie Cazin, peintre et sculptrice française († 18 mars 1924).
- 29 septembre : Miguel Juárez Celman, avocat et homme politique argentin († 14 avril 1909).

- 3 octobre : Jean-Baptiste Brunel, peintre français († 14 novembre 1919).
- 11 octobre : Henry John Heinz, inventeur américain († 14 mai 1919).
- 12 octobre : Helena Modjeska, actrice polonaise († 8 avril 1909).
- 15 octobre :
  - Alexis Mossa, peintre français de genre, de figures et de paysages († 2 décembre 1926).
  - Friedrich Nietzsche, philosophe allemand († 25 août 1900).
- 23 octobre :
  - Sarah Bernhardt, comédienne française († 26 mars 1923).
  - Édouard Branly, physicien français († 24 mars 1940).
  - Wilhelm Leibl, peintre allemand († 4 décembre 1900).
- 24 octobre : Paul Baudoüin, peintre français († 26 décembre 1931).

- 11 novembre : Jacques Martin, peintre français († 13 novembre 1919).
- 14 novembre :
  - Édouard-Jean Dambourgez, graveur et peintre français († 15 janvier 1931).
  - Paul Mathey, peintre et graveur français († 24 novembre 1929).
- 22 novembre : Léon Delahaye, compositeur français († 16 juin 1896).
- 25 novembre : Carl Benz, mécanicien allemand, fondateur de Daimler-Benz AG († 4 avril 1929).
- 27 novembre : Eugène Ducretet, ingénieur, pionnier français de la radio († 1915).

- 1er décembre : Alfred Cellier, compositeur, orchestrateur et chef d'orchestre anglais († 28 décembre 1891).
- 4 décembre : Julien Koszul, compositeur et organiste français († 15 janvier 1927).
- 8 décembre : Émile Reynaud, dessinateur, inventeur et réalisateur français († 9 janvier 1918).
- 16 décembre : Théophile Deyrolle, peintre et céramiste français († 14 décembre 1923).
- 18 décembre :
  - Lujo Brentano, économiste allemand († 9 septembre 1931).
  - Ernest Grosjean, organiste et compositeur français († 28 décembre 1936).

## Décès en 1844
- 1er janvier : Gustave-Maximilien-Juste de Croÿ-Solre, cardinal français, archevêque de Rouen (° 12 septembre 1773).
- 9 janvier : Jean-Antoine Constantin, peintre français (° 20 janvier 1756).
- 27 janvier : Charles Nodier, écrivain français (° 29 avril 1780).
- 3 février : Pietro Benvenuti, peintre néoclassique italien (° 8 janvier 1769).
- 23 février : Martim Francisco Ribeiro de Andrada, homme politique brésilien (° 19 avril 1775).
- 8 mars : Charles XIV de Suède, roi de Suède et de Norvège (° 26 janvier 1763).
- 24 mars : Bertel Thorvaldsen, sculpteur danois (° 9 novembre 1770).
- 22 avril : Henri-Montan Berton, violoniste et compositeur français (° 17 septembre 1767).
- 2 mai : William Thomas Beckford, écrivain et collectionneur d’art anglais (° 1er octobre 1760).
- 3 juin : Louis de France, comte de Marnes, aîné des Capétiens et chef de la maison de France (° 6 août 1775).
- 19 juin :
  - Heinrich Domnich, corniste et compositeur allemand, professeur au Conservatoire de Paris (° 13 mars 1767).
  - Étienne Geoffroy Saint-Hilaire, naturaliste français (° 15 avril 1772).
- 25 juin : Johan Stephan Decker, peintre français (° 26 décembre 1784).
- 26 juin : John Conrad Otto, médecin américain (° 13 mars 1774).
- 27 juin : Joseph Smith, premier président de l'Église de Jésus-Christ des saints des derniers jours (° 23 décembre 1809).
- 9 juillet : José Batres Montúfar, poète, homme politique, ingénieur et militaire guatémaltèque (° 18 mars 1805).
- 13 juillet : Johann Gänsbacher, compositeur, chef d'orchestre et maître de chapelle autrichien (° 8 mai 1778).
- 29 juillet : Franz Xaver Wolfgang Mozart, compositeur, chef d'orchestre, professeur et pianiste autrichien (° 26 juillet 1791).
- 11 août : Jernej Kopitar, linguiste slovène (° 21 août 1780).
- 24 août : Giuseppe Bernardino Bison, peintre Italien (° 16 juin 1762).
- 2 septembre : Vincenzo Camuccini, peintre et lithographe italien (° 22 février 1771).
- 12 octobre : Claude Tillier, pamphlétaire et romancier français (° 11 avril 1801).
- 23 octobre : Matthew Camidge, organiste anglais (° 25 mai 1764).
- 18 novembre :
  - Antonín Machek, peintre autrichien (° 31 octobre 1775).
  - Gore Ouseley, entrepreneur britannique (° 6 décembre 1770).
  - José Rondeau, militaire et homme politique espagnol puis argentin et uruguayen (° 4 mars 1773).
- 25 novembre : Césarine Davin-Mirvault, peintre française (° 1773).
- 21 novembre : Ivan Krylov, écrivain russe (° 13 février 1769).
- 27 novembre : Louis-Joseph Girard, dessinateur français (° 1773).
- 2 décembre : Ludwig von Vincke, homme politique prussien (° 23 décembre 1774).
- 16 décembre : Johan Ernst Hartmann, organiste et compositeur danois (° 2 mars 1770).
- 17 décembre : Clara Webster, danseuse britannique (° 1821).
- 22 décembre : Hippolyte Leymarie, peintre , graveur et illustrateur français (° 9 novembre 1809).
- Date inconnue :
  - Salvatore Tonci, peintre, graphiste, musicien, poète et chanteur d’origine italienne (° janvier 1756).
  - Antonio Vighi, peintre italien (° 1764).